# 염천
염천(閻遷, ? ~ ?)은 전한 말기의 관료이다.

## 행적
원시 4년(4년), 대홍려 염천은 태복 왕운, 대사도사직 진숭(陳崇), 수형도위 이흡, 중랑장 학당·사은(謝殷)·진봉(陳鳳), 기도위 녹병과 함께 부절·가절을 갖고 천하를 돌며 풍속을 관장하였다. 이때의 공로로 이듬해에 모두 열후에 봉해졌다.
거섭 2년(7년) 9월, 동군태수 적의가 왕망 타도를 내걸고 반란을 일으켰다. 이에 조명(趙明)·곽홍(霍鴻) 또한 호응하여 스스로 장군을 칭하고 관청을 불태우며 노략질을 일삼으니, 조정에서는 대홍려 염천을 절충장군(折衝將軍)에 임명하여 왕급·견한·왕안과 함께 조명을 치도록 하였다.

## 출전
- 반고, 《한서》 권18 외척은택후표·권84 적방진전

| 전임 교인 | 전한의 대홍려 (4년 ~ 7년 당시) | 후임 (전한 멸망) |

| 선대 (첫 봉건) | 전한의 망향후 5년 윤월 정유일 ~ ? | 후대 (불명) |